# Омеляненко, Василий Ануфриевич
Василий Онуфриевич Омеля́ненко (3 августа 1925 — 28 января 2021) — советский и украинский гончар, старший гончар Полтавщины. Заслуженный мастер народного творчества УССР (1976).

## Биография
Родился 3 августа 1925 года в Опошне (ныне Полтавская область, Украина) в бедной крестьянской семье. Семья не имела своего дома, снимала жилье у односельчан на углу Гончаровки, где испокон веков жили гончары.
До войны окончил семилетнее образование, а среднее получал уже после войны в вечерней школе.
В 1950 окончил вечернюю школу и 9 декабря того же года приступил к работе на заводе «Художественная керамика».
С того времени вся его жизнь и художественное творчество были связаны с этим предприятием.
Он сам и его произведения принимали участие в многочисленных выставках и конкурсах, как на Украине, так и за рубежом: в Бельгии, Канаде, Японии, Болгарии, Югославии, Польше, США, Норвегии, Великобритании и других странах мира.
В 1971 году стал членом СХУ. Работал в области декоративно-прикладного искусства (керамика).
Член Национального союза мастеров народного искусства Украины от 1998 года.
Входил в состав наблюдательного совета Национального музея-заповедника украинского гончарства.

## Награды и премии
- Орден «За заслуги» III степени (23 августа 2021, посмертно) — за значительный личный вклад в государственное строительство, укрепление обороноспособности, социально-экономическое, научно-техническое, культурно-образовательное развитие Украинского государства, весомые трудовые достижения, многолетний добросовестный труд и по случаю 30-й годовщины независимости Украины[3].
- Заслуженный мастер народного творчества УССР (1976)
- Премия имени Даниила Щербаковского (1995)
- Государственная премия Украины имени Тараса Шевченко (1999) — за циклы произведений опошненской керамики